# Whispering Gallery
Whispering Gallery is een Nederlandse doom-metalband. De groep is eind 1995 opgericht en bestaat uit zes leden.

## Samenstelling
Whispering Gallery bestaat uit:
- Reinier Vreeswijk - grunt
- Hubert ter Meulen - zang / gitaar
- William van Dijk - gitaar
- Barry van Trigt - bas
- Fred Provoost - synthesizer
- Pascal Spierings - drums / zang

## Discografie
- Gallery Of Dreams (1997, demo)
- Poems of a Forgotten Dream (1999, EP)
- Like a Dream of Never-Ending Beauty... Love Never Dies (2000, album)
- Lost as one (2002, album)
- Shades of Sorrow (2004, EP)
- Shades of Sorrow (2005, album)